# شانتل ترمیتر
شانتل ترمیتر (انگلیسی: Chantel Tremitiere؛ زادهٔ ۲۰ اکتبر ۱۹۶۹) بازیکن بسکتبال اهل ایالات متحده آمریکا است.